# کومارانی
کومارانی (به صربی: Komarani) یک منطقهٔ مسکونی در صربستان است که در نووا واروش واقع شده‌است. کومارانی ۳۴۶ نفر جمعیت دارد.